# Étienne Aubert
Étienne Aubert (zm. 29 września 1369) – francuski kardynał.
Pochodził z diecezji Limoges. Był prabratankiem papieża Innocentego VI i bratankiem kardynała Andouin Auberta. 10 marca 1361 jego prastryj papież mianował go biskupem Carcassonne, jednak nigdy nie przyjął sakry biskupiej i nie objął diecezji w posiadanie, gdyż już 17 września 1361 został promowany do rangi kardynała diakona Santa Maria in Aquiro. Był odtąd znany jako kardynał z Carcassonne. Uczestniczył w konklawe 1362. 22 września 1368 przyjął święcenia kapłańskie i został kardynałem prezbiterem San Lorenzo in Lucina. Zmarł rok później w Viterbo.